# Stenotarsiini
Tribu
Synonymes
- Coptomiini
- Stenotarsiden Kraatz, 1880
- Stenotarsina
- Stenotarsini

Les Stenotarsiini sont une tribu d'insectes coléoptères, de la famille des Scarabaeidae et de la sous-famille des Cetoniinae.

## Sous-tribus
Anochiliina – Chromoptiliina – Coptomiina – Doryscelina – Euchroeina – Heterophanina – Heterosomatina – Pantoliina – Parachiliina – Stenotarsiina